# Collège Mozart
Pour les articles homonymes, voir Mozart.
Le collège Mozart est un établissement public d'enseignement secondaire. Il est situé 7, rue Jomard, dans le 19e arrondissement de Paris.

## Présentation
En 2007-2008, il comptait 292 élèves, ce qui en faisait le plus petit collège du 19e arrondissement par le nombre d'élèves. Il est situé en zone d’éducation prioritaire (ZEP). Ses résultats étaient en 2007-2008 inférieurs à la moyenne parisienne, mais connaissaient depuis quelques années une très nette progression.
Cet établissement dispose de douze classes : trois classes de 6e, trois classes de 5e, trois classes de 4e et trois classes de 3e. Le principal[Quand ?] pilote également le Réseau de réussite scolaire qui regroupe le collège Mozart, les écoles primaires Jomard et Barbanègre, et les écoles maternelles Emelie et Barbanègre.
Selon la principale en place en 2009, la réforme de la carte scolaire y a renforcé « l’effet ghetto » et « le public du collège Mozart est de plus en plus homogène », et selon la sociologue Agnès Van Zanten, « au mieux, la réforme a permis de donner la priorité aux boursiers au mérite ou aux boursiers sociaux ».

## Bâtiments
La construction des bâtiments date de 1889. Il s'agit à l'origine d'une école communale de garçons (au no 7) et d'une école communale de filles (au no 9), comme l'indiquent les inscriptions anciennes en façade.
L'établissement a été totalement restructuré et mis aux normes en 1991. Un arrêté du 10 novembre 1992 lui attribue le nom de W. A. Mozart.[réf. nécessaire], à l’occasion du bicentaire de la mort du célèbre compositeur.
Faisant suite à ces travaux, les locaux ont été agrandis en 2006.

## Roman et filmEntre les murs
François Bégaudeau, auteur du livre Entre les murs et acteur dans le film du même nom, fut enseignant au collège Mozart. 
Le livre et le film racontent les difficultés d'un enseignant et les rencontres entre la communauté éducative et le monde des élèves. Le roman cherche à rendre compte au plus près de la réalité d'une vie de classe au collège Mozart. Le film Entre les murs, directement inspiré du roman, a obtenu la palme d'or au festival de Cannes 2008 et le César de la meilleure adaptation en 2009.